# Wieża mieszkalno-obronna w Kwaśniowie Dolnym
Wieża mieszkalno-obronna w Kwaśniowie Dolnym – znajduje się w województwie małopolskim, w powiecie olkuskim, w gminie Klucze, we wsi Kwaśniów Dolny. 
Z powodu wykutej na nadprożu daty 1552 przypuszcza się, że są to ruiny renesansowej wieży ówczesnego właściciela wsi Jana Kwaśniowskiego, jednak może być też pozostałością założenia rycerskiego. Zachodzi też jednak możliwość, że nadproże pochodzi z innej budowli. Wieża wspomniana została po raz pierwszy w 1769 przy okazji opisu dworu i budynków do niego należących. 
Budowla jest murowana z kamienia wapiennego i cegły. Drewniany dach wieży spłonął podczas I wojny światowej. Wieża ma teraz ok. 3 m wysokości i jest zbudowana na planie prostokąta o wymiarach ok. 7 × 5 m. Ma dwie kondygnacje zasklepione po wojnie betonowym zadaszeniem i mury o grubości ok. 1 m. Na każdej z dwóch kondygnacji usytuowane są dwa pomieszczenia, sklepione kolebkowo. Przejście pomiędzy nimi prowadzi przez kamienny portal, na którego nadprożu wykuto datę budowy – jest ona wypukła, wysunięta przed lico nadproża. Obecnie obiekt znajduje się na prywatnym terenie i wykorzystywany jest jako budynek gospodarczy. 
Wieża wpisana została do rejestru zabytków nieruchomych Wojewódzkiego Urzędu Ochrony Zabytków w Krakowie pod numerem A-114/M z 17.10.2007.